# Вологі листяні ліси Східного Декану
Вологі листяні ліси Східного Декану або Вологі листяні ліси Східних Нагір'їв (ідентифікатор WWF: IM0111) — індомалайський екорегіон тропічних та субтропічних вологих широколистяних лісів, розташований на сході Центральної Індії.

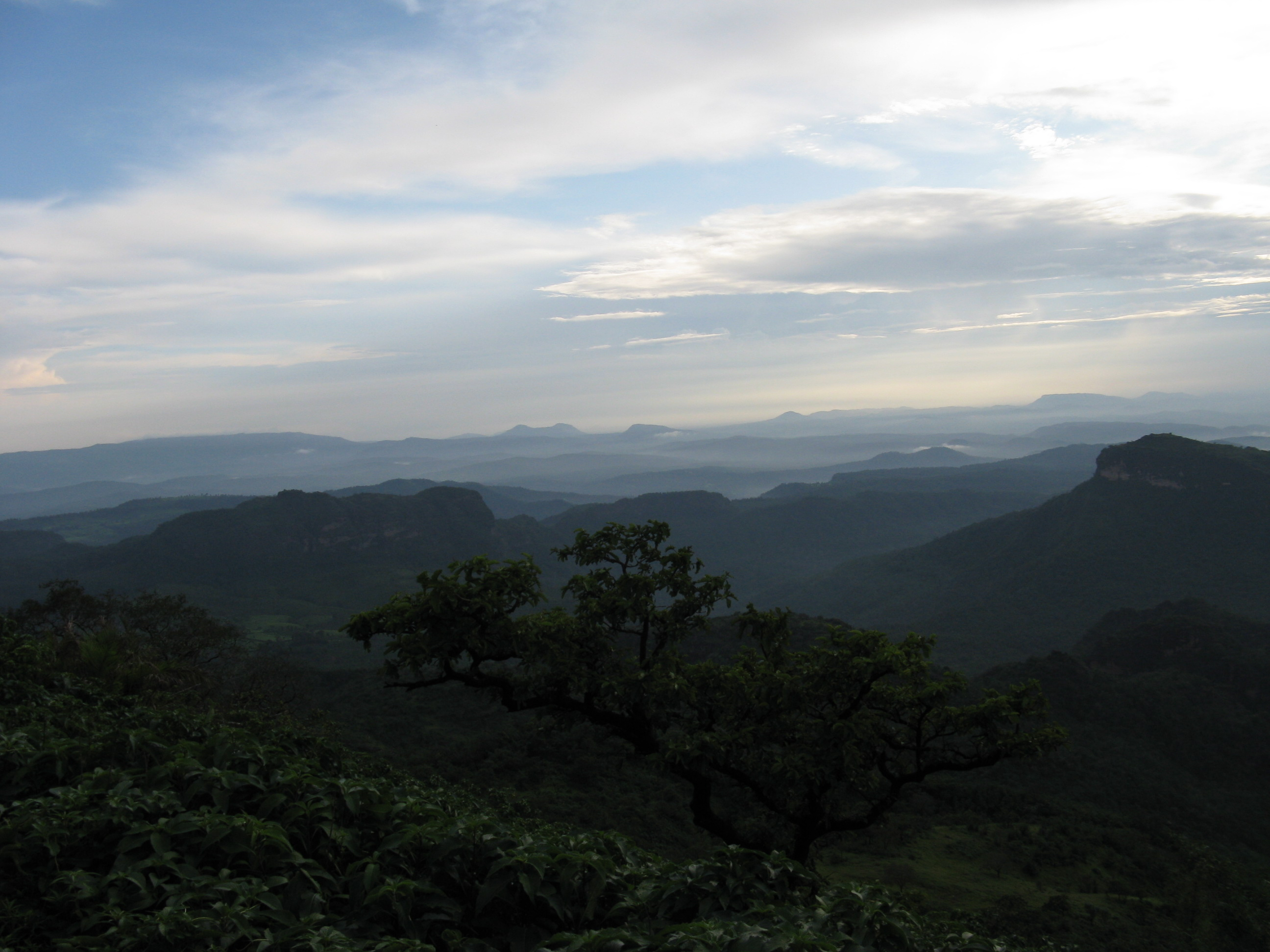
Ландшафт Національного парку Сатпура

## Географія
Екорегіон вологих листяних лісів Східного Декану простягається від узбережжя Бенгальської затоки через північну частину Східних Гат та північно-східну частину Деканського плато до східної частини гір Сатпура та долини Нармади. Він охоплює території штатів Чхаттісгарх, Джхаркханд, Мадг'я-Прадеш, Андгра-Прадеш, Махараштра, Одіша та Телангана. Вершини екорегіону підіймаються на висоту понад 1300 м над рівнем моря. З геологічної точки зору в екорегіоні переважають гондванські крейдові породи.
На північний схід від екорегіону поширені сухі листяні ліси Чхота-Нагпуру, на північний захід — сухі листяні ліси долини Нармади, а на захід — сухі листяні ліси долини Нармади. На прибережних низовинах на північний схід від регіону поширені напіввічнозелені ліси Орісси. Екорегіон сухих листяних лісів Північного Декану, розташований на захід від східних Гат, в дощовій тіні цих гір, повністю оточений вологими листяними лісами Східного Декану.

## Клімат
В межах екорегіону переважає саванний клімат (Aw за класифікацією кліматів Кеппена). Невисокі Східні Гати, розташовані вздовж східного узбережжя Індостану, не настільки ефективно затримують вологу від мусонів, які надходять із Бенгальської затоки, як набагато вищі Західні Гати. Таким чином, середньорічна кількість опадів в екорегіоні становить близько 1000 мм, що приблизно в чотири рази перевищує кількість опадів, що випадають в більш сухих районах на заході, які лежать у дощовій тіні Західних Гат.

## Флора
Основними рослинними угрупованнями екорегіону є вологі листяні ліси, видовий склад та структура яких залежать від рельєфу, ґрунтів, зволоження та мікроклімату. В лісах регіону переважають салові дерева (Shorea robusta), а також різні види терміналій (Terminalia spp.), адінових дерев (Adina spp.), червонокедрів (Toona spp.), сизигіумів (Syzygium spp.), бухананій (Buchanania spp.), клейстантусів (Cleistanthus spp.) та аногейсусів (Anogeissus spp.). 
У лісах, що ростуть на кам'янистих ґрунтах на схилах пагорбів, домінують салові дерева (Shorea robusta) у поєднанні з джамболанами (Syzygium cumini), колкатськими бамбуками (Dendrocalamus strictus), карликовими фініковими пальмами (Phoenix acaulis) та високою травою Themeda quadrivalvis. На пагорбах Мадг'я-Прадешу в лісах переважають еліптичні терміналії (Terminalia elliptica), широколисті аногейсуси (Anogeissus latifolia), сумчасті птерокарпуси (Pterocarpus marsupium), довголисті мадуки (Madhuca longifolia) та дрібноцвіті лагерстромії (Lagerstroemia parviflora). На берегах річок ростуть бамбукові зарості.
Флора екорегіону є подібною до флори Західних Гат та Східних Гімалаїв. До типово гімалайських видів, поширених в регіоні, належать звивисті аріземи (Arisaema tortuosum), листочкові рутвиці (Thalictrum foliolosum), великолисті бьомерії (Boehmeria macrophylla), індійські колючі ясени (Zanthoxylum rhetsa) та гімалайська малина (Rubus ellipticus), а до видів, що походять із Західних Гат — жилкуваті шеффлери (Schefflera venulosa), джекфрути (Artocarpus heterophyllus), їстівні гнетуми (Gnetum ula) та ротанґові пальми (Calamus rotang). Серед рідкісних ендеміків регіону слід відзначити Leucas mukerjiana та Strobilanthes jeyporensis.

## Фауна
Серед великих ссавців, поширених в екорегіоні, слід відзначити бенгальських тигрів (Panthera tigris tigris), ведмедів-губачів (Melursus ursinus), азійських вовків (Canis lupus pallipes), гірських куонів (Cuon alpinus), гаурів (Bos gaurus), чотирирогих антилоп (Tetracerus quadricornis), гарн (Antilope cervicapra) та індійських газелей або чінкар (Gazella bennettii). Раніше тут також зустрічалися індійські слони (Elephas maximus), однак наразі вони вимерли. Ендеміком екорегіону є листоніс Кхаджурії (Hipposideros durgadasi).
В межах екорегіону зустрічається близько 313 видів птахів. Серед них слід відзначити рідкісних оливкових бенгаликів (Amandava formosa) та орланів-довгохвостів (Haliaeetus leucoryphus).

## Збереження
Оцінка 2017 року показала, що 16 813 км², або 5 % екорегіону, є заповідними територіями. Природоохоронні території включають: 
- Природний заповідник Ачанакмар[en], Чхаттісгарх (550 км²)
- Природний заповідник Бадалкхол, Чхаттісгарх (120 км²)
- Природний заповідник Баісіпаллі[en], Одіша (170 км²)
- Природний заповідник Балімела[en], Одіша (130 км²)
- Природний заповідник Барнавапара, Чхаттісгарх (240 км²)
- Природний заповідник Бхайрамгарх, Чхаттісгарх (160 км²)
- Природний заповідник Борі[en], Мадг'я-Прадеш (460 км²)
- Природний заповідник Етурнагарам[en], Телангана (120 км²)
- Природний заповідник Хадрагх[en], Одіша (140 км²)
- Національний парк Індраварті[en], Чхаттісгарх (1,150 км²)
- Природний заповідник Камбалаконда[en], Андгра-Прадеш (70 км²)
- Національний парк Канха, Мадг'я-Прадеш (900 км²)
- Природний заповідник Карлапат[en], Одіша (150 км²)
- Тигровий заповідник Кавал[en], Телангана (1080 км²)
- Природний заповідник Кіннерасані[en], Телангана (290 км²)
- Пташиний заповідник Коллеру[en], Андгра-Прадеш (480 км²)
- Природний заповідник Кондакамеру[en], Одіша (400 км²)
- Природний заповідник Котгарх[en], Одіша (400 км²)
- Природний заповідник долини Лакхарі[en], Одіша (180 км²)
- Природний заповідник Ланджамадугу, Телангана (80 км²)
- Природний заповідник Махуадаур, Джхаркханд (60 км²)
- Природний заповідник Пачмархі, Мадг'я-Прадеш (500 км²)
- Природний заповідник Пакхал[en], Телангана (120 км²)
- Природний заповідник Памед, Чхаттісгарх (60 км²)
- Національний парк Папіконда, Андгра-Прадеш (530 км²)
- Природний заповідник Пхен, Мадг'я-Прадеш (100 км²)
- Природний заповідник Пранахіта[en], Телангана (130 км²)
- Тигровий заповідник Саткосія[en], Одіша (790 км²)
- Національний парк Сатпура, Мадг'я-Прадеш (490 км²)
- Національний парк Сімліпал[en], Одіша (2550 км²))
- Природний заповідник Сітанаді[en], Чхаттісгарх (670 км²)
- Природний заповідник Уданті, Чхаттісгарх (340 км²)